# マーク・ボストン (ロック・ミュージシャン)
マーク・ボストン（Mark Boston、1949年7月14日 - ）は、アメリカ合衆国のロック・ミュージシャン。キャプテン・ビーフハートことドン・ヴァン・ヴリートが率いたキャプテン・ビーフハート・アンド・ザ・マジック・バンドのベーシストだった。

## 略歴
ボストンは1949年7月14日にイリノイ州セーレムに生まれた。1963年、両親に連れられてカリフォルニア州ランカスターに移住。ベーシストとして、ジョン・フレンチが結成したブルース・イン・ア・ボトルでフレンチやジェフ・コットンと、BC・アンド・ザ・ケイヴマンでビル・ハークルロードと活動した。
1968年、フレンチやハークルロードが在籍していたキャプテン・ビーフハート・アンド・ヒズ・マジック・バンドに、オリジナル・ベーシストのジェリー・ハンドレーの後任として加入。ヴァン・ヴリートの方針に従って、ヴァン・ヴリートが彼につけたロケット・モートン（Rockette Morton）のステージ名で活動した。
1974年にキャプテン・ビーフハート・アンド・ザ・マジック・バンドを脱退。同時に脱退したメンバーとマラードを結成して、ジェスロ・タルの支援を受けて制作したデビュー・アルバムMallard（1975年）発表。
2003年、ロケット・モートン名義でソロ・アルバムを発表。
2003年、キャプテン・ビーフハート・アンド・ザ・マジック・バンドのメンバーだったジョン・フレンチ（ボーカル、ドラムス、ハーモニカ）、デニー・ウォーリー（ギター）、ゲイリー・ルーカス（ギター）、ロバート・ウィリアムス（ドラムス）とザ・マジック・バンドを結成して、ベース・ギターを担当した。ザ・マジック・バンドは2017年までメンバー・チェンジを行ないながら、公演や録音でキャプテン・ビーフハート・アンド・ザ・マジック・バンドの楽曲を披露した。

## ディスコグラフィ

### ロケット・モートン
- Love Space[4]（2003年）

### キャプテン・ビーフハート・アンド・ザ・マジック・バンド

#### オリジナル・アルバム
- トラウト・マスク・レプリカ　Trout Mask Replica[注釈 5]（1969年）
- リック・マイ・デカルズ・オフ、ベイビー　Lick My Decals Off, Baby（1970年）
- ザ・スポットライト・キッド　The Spotlight Kid[注釈 6]（1972年）
- クリア・スポット　Clear Spot（1973年）
- アンコンディショナリー・ギャランティード　Unconditionally Guaranteed（1974年）

#### 編集アルバム
- グロウ・フィンズ:レアリティーズ 1965–1982　Grow Fins: Rarities 1965–1982[注釈 5]（1999年）
- ザ・ダスト・ブロウズ・フォワード（アン・アンソロジー）　The Dust Blows Forward (An Anthology)  (1999年)
- サン・ズーム・スパーク:1970・トゥ・1972　Sun Zoom Spark: 1970 To 1972 (2014年)

### マラード
- Mallard（1975年）
- In a Different Climate[5]（1976年）

### ザ・マジック・バンド
- Back to the Front[6]（2003年）
- 21st Century Mirror Men[7]（2005年）
- Performing The Music Of Captain Beefheart - 1: Oxford, U.K. June 6, 2005[8]（2011年）
- The Magic Band Plays The Music Of Captain Beefheart - Live In London 2013[9]（2013年）